# Denkmal des Sieges der Einwohner Slawoniens
Das Denkmal des Sieges der Einwohner Slawoniens oder Denkmal der Volkshelden Slawoniens (serbokroatisch: Spomenik revolucionarnoj pobjedi naroda Slavonije, Spomenik narodu-heroju Slavonije) war ein Denkmal des jugoslawischen Widerstands im Zweiten Weltkrieg. Das von Vojin Bakić entworfene Monument befand sich in Kamenska im kroatischen Slawonien. Im Rahmen des Krieges in Kroatien wurde es 1992 bis auf die Grundmauern zerstört.

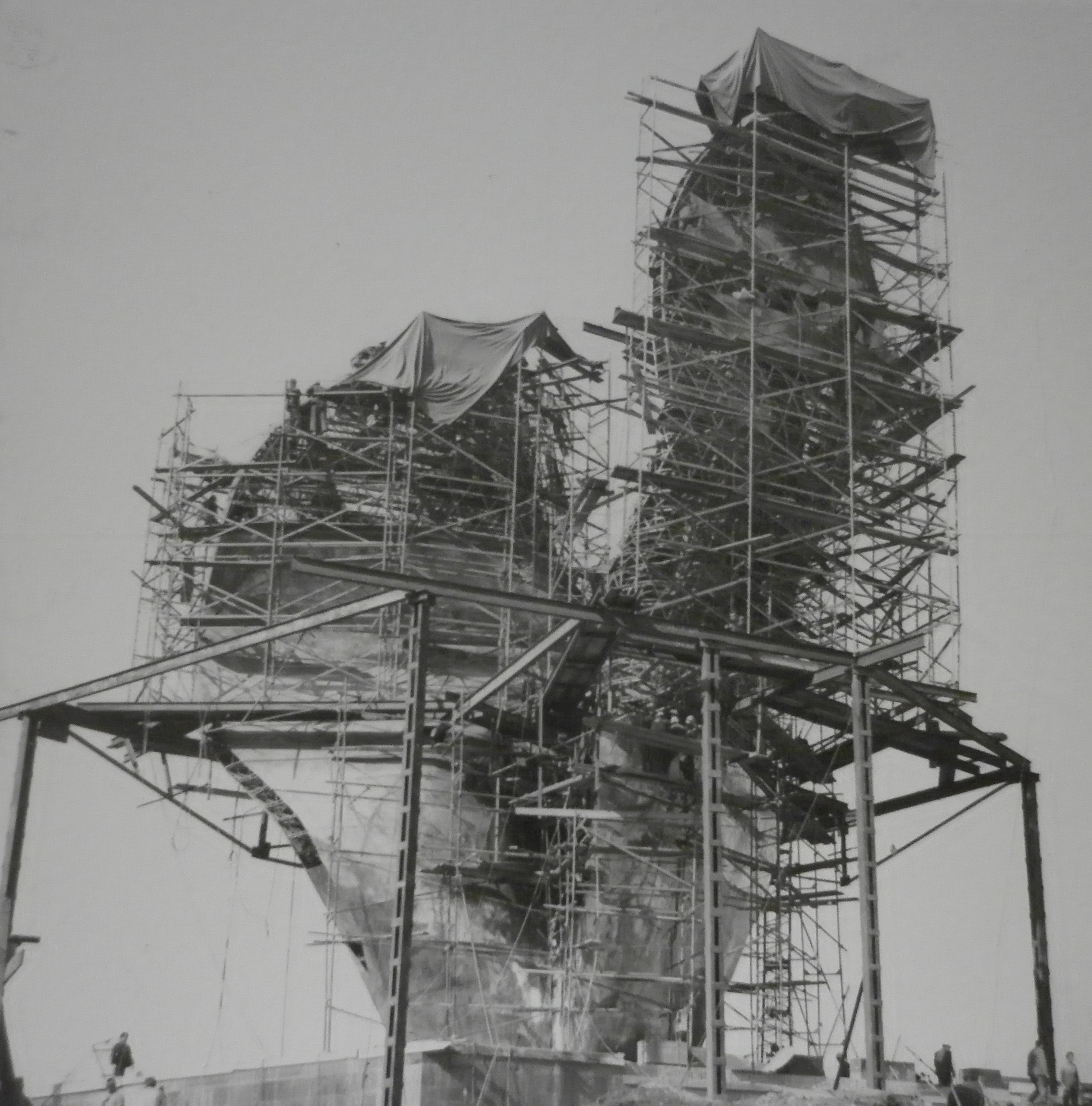
Bild von der Errichtung des Denkmals

Der Bau des Denkmals dauerte über ein Jahrzehnt von 1957 bis 1968. Die feierliche Einweihung erfolgte am 9. November 1968 anlässlich des 25. Jahrestages der Gründung des 6. slawonischen Korps der jugoslawischen Partisanen. Der Einweihung durch den jugoslawischen Präsidenten Josip Broz Tito und seiner Frau Jovanka wohnten tausende Schaulustige bei. Zum Zeitpunkt der Einweihung war das Denkmal mit einer Höhe von 30 m die größte postmoderne Skulptur der Welt. Die Verkleidung des Kunstwerkes bestand aus Edelstahl, der aufwendig aus Schweden importiert werden musste. Bakić benutzte auch beim mehrere Jahre später entstandenen Denkmal in Petrova Gora ebenfalls eine reflektierende Verkleidung aus Edelstahl.
Am 21. Februar 1992 wurde das Denkmal von Soldaten der kurz zuvor gegründeten kroatischen Armee zerstört. Die massive Betonstruktur hatte zuvor mehreren Zerstörungsversuchen mit Sprengstoffen standhalten können. Die genauen Hintergründe der Zerstörung bleiben unklar. Möglicherweise erkannten die kroatischen Soldaten in dem Denkmal ein serbisch-nationalistisches Motiv und brachten es daher zu Fall.